# Darpvenner Steine I–III

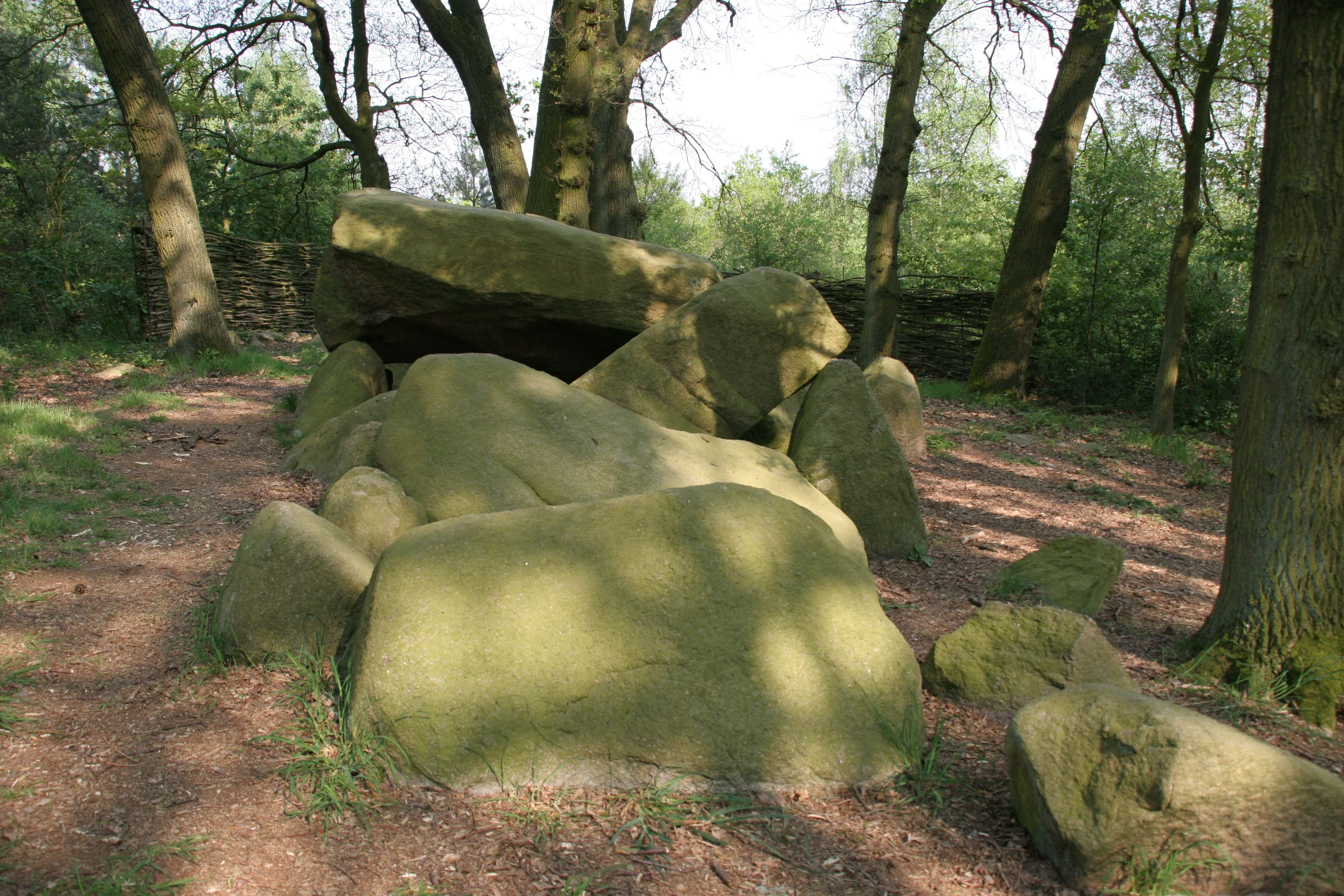
Darpvenne I

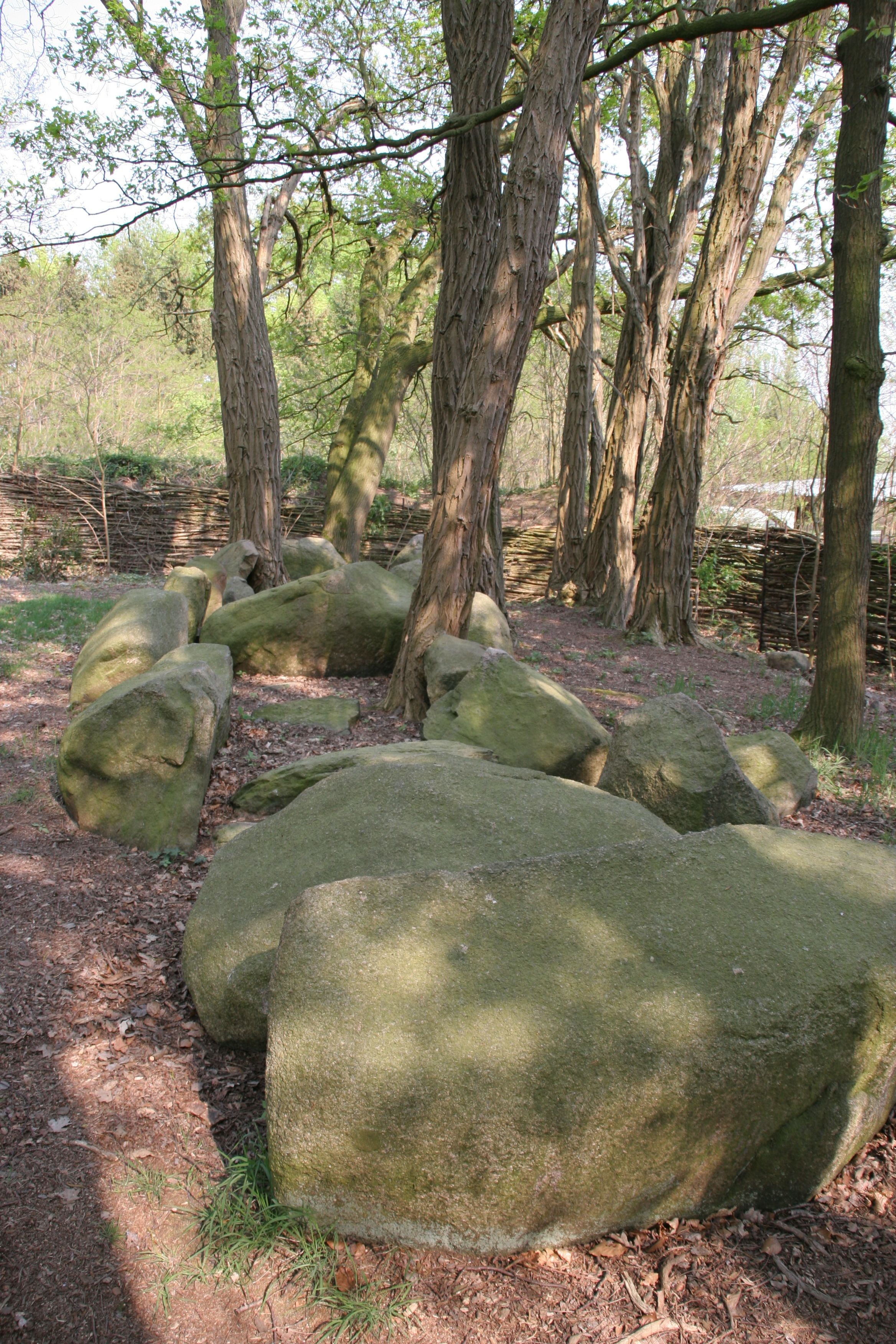
Darpvenne III

Die Darpvenner Steine I–III sind benachbarte neolithische Ganggräber mit den Sprockhoff-Nrn. 900 bis 902. Sie entstanden zwischen 3500 und 2800 v. Chr. und sind Megalithanlagen der Trichterbecherkultur (TBK). Das Ganggrab ist eine Bauform jungsteinzeitlicher Megalithanlagen, die aus einer Kammer und einem baulich abgesetzten, lateralen Gang besteht. Diese Form ist primär in Dänemark, Deutschland und Skandinavien, sowie vereinzelt in Frankreich und den Niederlanden zu finden. Neolithische Monumente sind Ausdruck der Kultur und Ideologie neolithischer Gesellschaften. Ihre Entstehung und Funktion gelten als Kennzeichen der sozialen Entwicklung.
Sie liegen in der zu Venne gehörenden Bauerschaft Driehausen beiderseits und unmittelbar an der Driehauser Straße (K416) von Gut Borgwedde nach Schwagstorf im Landkreis Osnabrück in Niedersachsen. An den drei Darpvenner Anlagen hat der Graf von Münster 1807 erste Grabungen durchgeführt, bei denen eine Bernsteinscheibe, Bernsteinperlen, Keramikscherben, Steinbeile und querschneidige Pfeilspitzen gefunden wurden.

## Darpvenner Steine I
Die Anlage (Sprockhoff-Nr. 900) liegt etwa 500 Meter nordöstlich von Driehausen. Die Steine der ovalen Einfassung sind unvollständig. Die Ost-West-orientierte, 15,3 Meter lange Kammer ist relativ gut erhalten. Die Kammer hat eine Breite von 1,5 Meter. Ihre 25 Tragsteine sind vollständig vorhanden. Von den einst zehn Decksteinen fehlen vier. Der Eingang lässt sich nicht lokalisieren. Die Gesamtanlage hat eine Länge von 17,3 Meter und eine Breite von 4,4 Meter.

## Darpvenner Steine II
Die relativ kleine Ost-West-orientierte Anlage (Sprockhoff-Nr. 901) hat eine Kammer von 8,0 × 2,3 Meter mit 12 erhaltenen Trag- und drei Decksteinen. Überdies liegen noch Bruchstücke von Decksteinen herum.

## Darpvenner Steine III
Die Anlage (Sprockhoff-Nr. 902) ist Ost-West-orientiert und besteht nur aus der 10,5 Meter langen und 1,5 Meter breiten Kammer. Abgesehen von einem sind alle 17 Tragsteine vorhanden. Von den ehemals acht Decksteinen fehlen vier. Der Zugang lag vermutlich in der Mitte der Südseite. Die Anlage hat eine Länge von 10,5 Meter und eine Breite von 1,5 Meter.